# Qualificazioni al campionato mondiale femminile di calcio 2023 - UEFA - Fase a gironi, gruppo B
Il gruppo B delle qualificazioni al campionato mondiale femminile di calcio 2023 è composto da cinque squadre: Spagna, Scozia, Ucraina, Ungheria e Fær Øer. La composizione dei sette gruppi di qualificazione della sezione UEFA è stata sorteggiata il 30 aprile 2021.

## Formula
Le cinque squadre si affrontano in un girone all'italiana con partite di andata e ritorno, per un totale di 10 partite. La squadra prima classificata si qualifica direttamente alla fase finale del torneo, mentre la seconda classificata accede ai play-off qualificazione.
In caso di parità di punti tra due o più squadre di uno stesso gruppo, le posizioni in classifica verranno determinate prendendo in considerazione, nell'ordine, i seguenti criteri:
1. maggiore numero di punti negli scontri diretti tra le squadre interessate (classifica avulsa);
2. migliore differenza reti negli scontri diretti tra le squadre interessate (classifica avulsa);
3. maggiore numero di reti segnate negli scontri diretti tra le squadre interessate (classifica avulsa);
4. maggiore numero di reti segnate in trasferta negli scontri diretti tra le squadre interessate (classifica avulsa), valido solo per il turno di qualificazione a gironi;
5. se, dopo aver applicato i criteri dall'1 al 4, ci sono squadre ancora in parità di punti, i criteri dall'1 al 4 si riapplicano alle sole squadre in questione. Se continua a persistere la parità, si procede con i criteri dal 6 all'11;
6. migliore differenza reti;
7. maggiore numero di reti segnate;
8. maggiore numero di reti segnate in trasferta;
9. maggiore numero di vittorie nel girone;
10. maggiore numero di vittorie in trasferta nel girone;
11. classifica del fair play;
12. posizione nel ranking UEFA in fase di sorteggio.

## Classifica
| Pos | Squadra  | Pt | G | V | N | P | GF | GS | DR  |
| --- | -------- | -- | - | - | - | - | -- | -- | --- |
| 1.  | Spagna   | 24 | 8 | 8 | 0 | 0 | 53 | 0  | +53 |
| 2.  | Scozia   | 16 | 8 | 5 | 1 | 2 | 22 | 13 | +9  |
| 3.  | Ucraina  | 10 | 8 | 3 | 1 | 4 | 12 | 20 | -8  |
| 4.  | Ungheria | 9  | 8 | 3 | 0 | 5 | 19 | 19 | 0   |
| 5.  | Fær Øer  | 0  | 8 | 0 | 0 | 8 | 2  | 56 | -54 |

## Risultati
| Arbitro: | Paula Brady |

|  |           | |
|  | Marcatori | 7’, 32’, 55’, 60’ Sarriegi 8’ Guerrero 50’ Putellas 58’ L. García 64’ Guijarro 70’ Caldentey 90+5’ Aleixandri |

| Arbitro: | Frida Nielsen |

|  |           |                         |
|  | Marcatori | 17’ Cuthbert 73’ Thomas |

| Arbitro: | Sabina Bolić |

|  |           |                                                                          |
|  | Marcatori | 8’, 21’ González 23’, 90+3’ Caldentey 50’ del Castillo 79’, 86’ Sarriegi |

| Arbitro: | Jelena Cvetković |

|                                                                           |           |               |
| Cuthbert 19’ Arthur 21’, 28’ Grimshaw 39’ Thomas 62’ Clark 81’ Emslie 84’ | Marcatori | 49’ Biskopstø |

| Arbitro: | Tatyana Sorokopudova |

|                                                 |           |  |
| Kozlova 16’ Kravčuk 45’ Bojčenko 57’ Korsun 79’ | Marcatori |  |

| Arbitro: | Maria Sole Ferrieri Caputi |

|                         |           |          |
| Grimshaw 42’ Corsie 90’ | Marcatori | 56’ Vágó |

| Arbitro: | Galiya Echeva |

|  |           |                                                                                   |
|  | Marcatori | 9’ Putellas 33’, 82’ Sarriegi 68’ Eizaguirre 84’ (aut.) Apanaščenko 90+2’ Redondo |

| Arbitro: | Minka Vekkeli |

|            |           |                                                           |
| Lisberg 8’ | Marcatori | 22’, 28’, 49’ Vágó 30’, 43’ Zeller 32’ Fenyvesi 81’ Zágor |

| Arbitro: | Triinu Laos |

| |           |  |
| González 2’, 41’, 51’, 74’ Bonmatí 17’, 50’ Redondo 25’ Caldentey 39’ (rig.), 52’, 57’ Putellas 83’ Sarriegi 89’ | Marcatori |  |

| Arbitro: | Sabina Bolic |

|                |           |             |
| Harrison 90+3’ | Marcatori | 22’ Kravčuk |

| Arbitro: | Paula Brady |

|                                                |           |                            |
| Vágó 4’, 11’ Zeller 30’ Apanaščenko 87’ (aut.) | Marcatori | 71’ Apanaščenko 82’ Chimič |

| Arbitro: | Lina Lehtovaara |

|                                                                                |           |  |
| Sarriegi 20’, 58’ Caldentey 33’, 83’ Bonmatí 41’, 61’ Putellas 64’ Hermoso 80’ | Marcatori |  |

| Arbitro: | Melis Özçiğdem |

|                                                                 |           |  |
| Zágor 12’ Csiszár 13’ Vágó 15’, 19’, 55’ Fenyvesi 23’ Csiki 32’ | Marcatori |  |

| Arbitro: | Esther Staubli |

|  |           |                         |
|  | Marcatori | 14’ (rig.), 78’ Hermoso |

| Arbitro: | Triinu Laos |

|  |           |                                             |
|  | Marcatori | 9’ (rig.) Weir 17’ Cuthbert 20’, 43’ Thomas |

| Arbitro: | Fatemeh Zangeneh |

|                          |           |  |
| Kravec' 27’ Ovdijčuk 90’ | Marcatori |  |

| Arbitro: | Louise Thompson |

|  |           |                            |
|  | Marcatori | 12’, 14’ Kunina 83’ Šmatko |

| Arbitro: | Ivana Projkovska |

|                                       |           |  |
| González 24’ Paredes 27’ Guijarro 74’ | Marcatori |  |

| Arbitro: | Katarzyna Lisiecka-sek |

|  |           |                                                                        |
|  | Marcatori | 17’ Docherty 40’ Weir 45’ Cuthbert 45+1’ Thomas 53’ Corsie 68’ Beattie |

| Arbitro: | Jelena Cvetković |

|                                                       |           |  |
| González 15’, 42’ Redondo 29’, 39’ Hermoso 67’ (rig.) | Marcatori |  |

## Statistiche

### Classifica marcatrici
11 reti
- Amaiur Sarriegi

9 reti
- Esther González
- Fanny Vágó

8 reti
- Mariona Caldentey (1 rig.)

5 reti
- Martha Ellen Thomas

4 reti
- Erin Cuthbert
- Aitana Bonmatí
- Jennifer Hermoso (2 rig.)
- Alexia Putellas
- Alba Redondo

3 reti
- Dóra Zeller

2 reti
- Chloe Arthur
- Rachel Corsie
- Christy Grimshaw
- Caroline Weir (1 rig.)
- Patricia Guijarro
- Roksolana Kravčuk
- Evelin Fenyvesi
- Bernadett Zágor

1 rete
- Maria Biskopstø
- Lea Lisberg
- Jennifer Beattie
- Jenna Clark
- Nicola Docherty
- Claire Emslie
- Abi Harrison
- Laia Aleixandri
- Athenea del Castillo
- Nerea Eizaguirre
- Lucía García
- Irene Guerrero
- Irene Paredes
- Daryna Apanaščenko
- Ol'ha Bojčenko
- Tamila Chimič
- Kateryna Korsun
- Nicole Kozlova
- Dar"ja Kravec'
- Nadija Kunina
- Ol'ha Ovdijčuk
- Ljubov Šmatko
- Anna Csiki
- Henrietta Csiszár

2 autoreti
- Daryna Apanaščenko (1 a favore della Spagna e 1 a favore dell'Ungheria)